# Матюшино (Кемеровская область)
Матюшино — посёлок в Прокопьевском районе Кемеровской области. Входит в состав Калачёвского сельского поселения.

## География
Центральная часть населённого пункта расположена на высоте 298 метров над уровнем моря. Недалеко находится Берёзовский разрез

## Население
По данным Всероссийской переписи населения 2010 года, в посёлке Матюшино проживает 8 человек, все мужчины.